# Acraea flaviapicalis
Acraea flaviapicalis är en fjärilsart som beskrevs av Frans G.Overlaet 1955. Acraea flaviapicalis ingår i släktet Acraea och familjen praktfjärilar. Inga underarter finns listade i Catalogue of Life.